# الکس اسمیت (بازیکن فوتبال، زاده ۱۹۴۰)
الکس اسمیت (انگلیسی: Alex Smith؛ زادهٔ ۱۱ دسامبر ۱۹۴۰) بازیکن فوتبال اهل بریتانیا است.
از باشگاه‌هایی که در آن بازی کرده‌است می‌توان به باشگاه فوتبال رنجرز و باشگاه فوتبال آبردین اشاره کرد.